# Enrique Herrscher
Enrique G. Herrscher es un científico sistémico, con trayectoria empresaria, catedrático de diversas universidades. 

## Biografía
Herrscher recibe un diploma ejecutivo en modelación estratégica de la London Business School, una Licenciatura en administración, y un Ph.D. en Administración.
Herrscher trabajó como Profesor Asociado en la Universidad de Buenos Aires en la Facultad de Ciencias Económicas, a cargo del curso de Planificación a Largo Plazo y Estudios de Factibilidad. 
Ahora es Profesor Consultor dedicado a Investigación y Maestrías. Ha sido Director del Proyecto Global de Inversiones en Educación del Banco Mundial para Argentina. 
Por 14 años fue director de Standard Electric Argentina SAIC como Jefe Financiero y Director de Planificación. Y por 10 años presidente, del Comité de Planificacón Corporativa & Control del "Consejo Profesional de Ciencias Económicas de la Capital Federal".
En 2004 / 2005 fue presidente de la International Society for the Systems Sciences. Hasta 2007 fue Decano de la Escuela de Graduados en Administración de Negocios de IDEA (Instituto para el Desarrollo Empresarial de Argentina).
Herrscher es Profesor Honorario ad vitam de la Universidad de Buenos Aires (UBA) y fue profesor de posgrado [Universidad Nacional del Centro de la Provincia de Buenos Aires]] (Tandil), Universidad Nacional del Sur (Bahía Blanca), Universidad Nacional de La Plata, Universidad Nacional del Comahue (Neuquén), Universidad Nacional de la Patagonia San Juan Bosco ( Trelew y Comodoro Rivadavia), Universidad Nacional de La Pampa y varias otras Universidades de Argentina; profesor Fulbright -residente en la California State University, Sacramento.(EE. UU.). Profesor Visitante en la University of San Diego (EE. UU.). Profesor Visitante en la University of Saint Gallen (Suiza).

## Obra

### Sociedad Internacional de Ciencias Sistémicas: ISSS
Hersscher trabajó en la ISSS). Fue varios año académico y ahora es adjunto del "Grupo de Integración Especial de Aplicaciones Sistémicas a los Negocios y la Industria. En el periodo 2002 a 2003 fue Vicepresidente de Educación Sistémica y Comunicación, y el pasado Presidente del periodo julio de 2004 a julio de 2005. 
Ha coordinado el 47.º Mitin Anual de ISSS, junto con Reynaldo Treviño y Roxana Cárdenas de México, el Co-Laboratorio de Democracia, conducido las actividades precongreso del grupo en Argentina y lo continuó luego del congreso.

## Publicaciones
Herrscher ha escrito siete libros (en inglés y en castellano), y cerca de 100 artículos. Libros en inglés:
- 1967, Managerial Accounting, Buenos Aires: Ed. Macchi.
- 1988, Contingencies in the Cost, Buenos Aires: Ed. Tesis.
- 1992, The Economy of the Enterprise- walking the corporate trail, Buenos Aires: Ed. Galerna.
- 2000, Introduction to Business Administration – A Guide for Explorers of Organizational Complexity, Granica, 588 pp.
- 2002, Accounting and Management – A Systemic Approach to Action-Oriented Information, Macchi, 216 pp.
- 2003, Systemic Thinking – Walking the Road of Change or Changing the Road, Granica, 270 pp.
- 2005, Systemic Planning - a Strategic approach to managing under uncertainty, Ed Macchi.

Libros en castellano 